# Tiulèiras
Thiolières és un municipi francès situat al departament del Puèi Domat i a la regió d'Alvèrnia-Roine-Alps. L'any 2007 tenia 153 habitants.

## Demografia

### Població
El 2007 la població de fet de Thiolières era de 153 persones. Hi havia 64 famílies de les quals 16 eren unipersonals (8 homes vivint sols i 8 dones vivint soles), 24 parelles sense fills, 12 parelles amb fills i 12 famílies monoparentals amb fills.
La població ha evolucionat segons el següent gràfic:
Habitants censats

### Habitatges
El 2007 hi havia 97 habitatges, 67 eren l'habitatge principal de la família, 29 eren segones residències i 2 estaven desocupats. 94 eren cases i 2 eren apartaments. Dels 67 habitatges principals, 58 estaven ocupats pels seus propietaris, 7 estaven llogats i ocupats pels llogaters i 2 estaven cedits a títol gratuït; 1 tenia una cambra, 1 en tenia dues, 12 en tenien tres, 23 en tenien quatre i 30 en tenien cinc o més. 50 habitatges disposaven pel capbaix d'una plaça de pàrquing. A 21 habitatges hi havia un automòbil i a 38 n'hi havia dos o més.

### Piràmide de població
La piràmide de població per edats i sexe el 2009 era:
| Homes | Edats   | Dones |
| ----- | ------- | ----- |
| 0     | 95 o +  | 0     |
| 0     | 90 a 94 | 4     |
| 0     | 85 a 89 | 0     |
| 0     | 80 a 84 | 4     |
| 4     | 75 a 79 | 4     |
| 4     | 70 a 74 | 0     |
| 8     | 65 a 69 | 12    |
| 8     | 60 a 64 | 8     |
| 4     | 55 a 59 | 0     |
| 0     | 50 a 54 | 4     |
| 4     | 45 a 49 | 0     |
| 4     | 40 a 44 | 4     |
| 4     | 35 a 39 | 8     |
| 0     | 30 a 34 | 8     |
| 4     | 25 a 29 | 0     |
| 4     | 20 a 24 | 4     |
| 0     | 15 a 19 | 4     |
| 4     | 10 a 14 | 20    |
| 0     | 5 a 9   | 0     |
| 4     | 0 a 4   | 4     |

## Economia
El 2007 la població en edat de treballar era de 89 persones, 60 eren actives i 29 eren inactives. De les 60 persones actives 55 estaven ocupades (29 homes i 26 dones) i 5 estaven aturades (2 homes i 3 dones). De les 29 persones inactives 8 estaven jubilades, 6 estaven estudiant i 15 estaven classificades com a «altres inactius».

### Ingressos
El 2009 a Thiolières hi havia 66 unitats fiscals que integraven 157 persones, la mediana anual d'ingressos fiscals per persona era de 15.943 €.

### Activitats econòmiques
Dels 3 establiments que hi havia el 2007, 1 era d'una empresa de construcció i 2 d'empreses de serveis.
L'únic servei als particulars que hi havia el 2009 era un electricista.
L'any 2000 a Thiolières hi havia 8 explotacions agrícoles que ocupaven un total de 198 hectàrees.

## Poblacions més properes
El següent diagrama mostra les poblacions més properes.